# Kongenitale Nebennierenhyperplasie durch 11-beta-Hydroxylase-Mangel
Der Kongenitale Nebennierenhyperplasie durch 11-beta-Hydroxylase-Mangel ist eine sehr seltene angeborene Form der Kongenitalen Nebennierenhyperplasie, auch als Adrenogenitales Syndrom Typ IV bezeichnet. Hauptmerkmale sind Mangel an Glucocorticoiden, Hyperandrogenämie, Arterielle Hypertonie und Virilisierung beim weiblichen Geschlecht.
Weitere Synonyme sind: CYP11B1-Mangel; CAH durch 11-beta-Hydroxylase-Mangel; Nebennierenhyperplasie, kongenitale, durch 11-beta-Hydroxylase-Mangel
Die Erstbeschreibung stammt aus dem Jahre 1956 durch die US-amerikanischen Endokrinologen Walter R. Eberlein und Alfred M. Bongiovanni.

## Verbreitung
Die Krankheit macht etwa 5 bis 8 % der kongenitalen Nebennierenhyperplasien aus.
Die Häufigkeit wird mit 1 auf 100.000–200.000 Lebendgeburten angegeben, die Vererbung erfolgt autosomal-rezessiv.

## Ursache
Der Erkrankung liegen Mutationen im CYP11B1-Gen auf Chromosom 8 Genort q24.3 zugrunde, welches zu einem Mangel an Steroid-11β-Hydroxylase mit verminderter Sekretion an Cortisol und erhöhten Vorstufen von Glucocorticoiden und Mineralocorticoiden mit Bluthochdruck führt.

## Klinische Erscheinungen
Klinische Kriterien sind:
- Unbehandelt erhöhte Wachstumsgeschwindigkeit mit Akzeleration der Skelettreife und späterem Kleinwuchs
- beim weiblichen Geschlecht Virilisierung
- Pseudo-Pubertas praecox, Bluthochdruck und Risiko einer Nebennierenkrise bei beiden Geschlechtern

## Differentialdiagnose
Abzugrenzen sind andere Formen der Kongenitalen Nebennierenhyperplasie bzw. des  Adrenogenitalen Syndroms.

## Therapie
Die Behandlung besteht aus einer lebenslangen Hormonersatztherapie.